# Марчанізе
Марчанізе (італ. Marcianise) — муніципалітет в Італії, у регіоні Кампанія, провінція Казерта.
Марчанізе розташоване на відстані близько 180 км на південний схід від Рима, 23 км на північ від Неаполя, 5 км на південний захід від Казерти.
Населення — 39 984 особи (2014).
Щорічний фестиваль відбувається 8 травня. Покровитель — святий Архангел Михаїл.

## Демографія
Населення за роками:

Станом на 1 січня 2023 року в муніципалітеті офіційно проживало 1205 іноземців з 55 країн, серед них 233 громадяни країн Євросоюзу та 141 громадянин України.

## Персоналії
- Камілло Чано (* 1990) — італійський футболіст.

## Сусідні муніципалітети
- Ачерра
- Кайвано
- Каподризе
- Каринаро
- Гричиньяно-ді-Аверса
- Мачерата-Кампанія
- Маддалоні
- Орта-ді-Ателла
- Портіко-ді-Казерта
- Сан-Марко-Еванджеліста
- Сан-Нікола-ла-Страда
- Санта-Марія-Капуа-Ветере
- Суччиво